# Пуа (Сан-Паулу)
Пуа (порт. Poá) — муниципалитет в Бразилии, входит в штат Сан-Паулу. Составная часть мезорегиона Агломерация Сан-Паулу. Находится в составе крупной городской агломерации Сан-Паулу. Входит в экономико-статистический микрорегион Можи-дас-Крузис. Население составляет 105 285 человек на 2007 год. Занимает площадь 17,179 км². Плотность населения — 6193 чел./км².
Праздник города — 26 марта.

## История
Город основан в 1949 году.

## Статистика
- Валовой внутренний продукт на 2005 составляет 1.459.161.000,00[2] реалов (данные: Бразильский институт географии и статистики).
- Валовой внутренний продукт на душу населения на 2005 составляет 13.059,00 реалов (данные: Бразильский институт географии и статистики).
- Индекс развития человеческого потенциала на 2000 составляет 0,806 ▲ (данные: Программа развития ООН).

## География
Климат местности: субтропический. В соответствии с классификацией Кёппена, климат относится к категории Cwa.

## Галерея
- Поа
- Вокзал
- Вокзал
- Вокзал